# 花果山 (江苏)

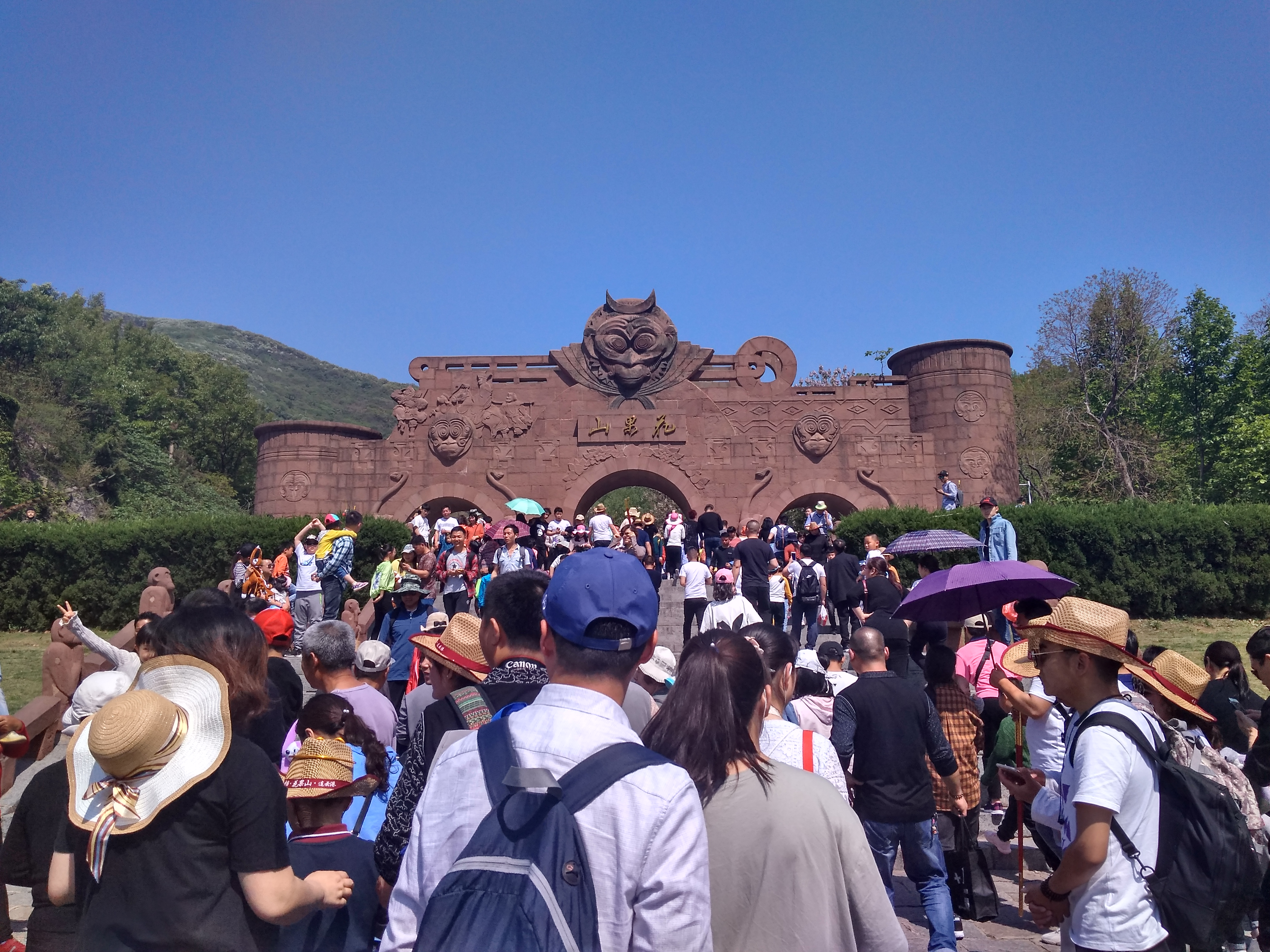
花果山山门

花果山位于江苏省连云港市海州区，唐宋时称苍梧山，亦称青峰顶，为云台山脉的主峰。 后以古典名著借用《西游记》中花果山之名。

## 花果山风景区
花果山风景区是国家级重点风景名胜区。景区面积12.8平方千米，规划面积110平方千米，其中玉女峰是江苏省最高峰，海拔625.3米。